# حوزه انتخابیه کلیمیان
حوزهٔ انتخاباتی کلیمیان یکی از حوزه‌های اقلیت‌های دینی برای انتخابات مجلس شورای اسلامی است. این حوزه به مرکزیت تهران، ۱ نماینده دارد.
طبق اصل ۶۴ قانون اساسی جمهوری اسلامی، زرتشتیان و کلیمیان هر کدام یک نماینده و مسیحیان آشوری و کلدانی مجموعاً یک نمایند و مسیحیان ارمنی جنوب و شمال هرکدام یک نماینده انتخاب می‌کنند.
در نظامنامه انتخابات دو درجه مصوب ۱۰ تیر ۱۲۸۸ با خارج شدن نظام انتخابات مجلس شورای ملی از حالت صنفی، کلیمیان به عنوان یکی از «ملل متنوعه» صاحب یک کرسی شدند.

## مجلس شورای ملی
- سید عبدالله بهبهانی (دوره ۱)[۲]
- لقمان نهورایی (دوره ۲–۴)
- شموئل حییم (دوره ۵)
- لقمان نهورایی (دوره ۶–۱۳)
- مراد اریه (دوره ۱۴)
- بدون نماینده ( در این دوره  مراد اریه انتخاب شد ولی اعتبارنامه‌اش به تصویب نرسید) (دوره ۱۵)
- موسی برال (دوره ۱۶)
- بدون نماینده (انتخابات انجام نشد) (دوره ۱۷)
- مراد اریه (دوره ۱۸–۲۰)
- جمشید کشفی (دوره ۲۱)
- لطف‌الله حی (دوره ۲۲–۲۳)
- یوسف کهن (دوره ۲۴)

## مجلس شورای اسلامی
| دوره    | نام نماینده                           | تعداد آرا |
| ------- | ------------------------------------- | --------- |
| اول     | اسحق فرهمند (رد اعتبارنامه) خسرو ناقی | ۹٬۴۱۸     |
| دوم     | منوچهر کلیمی نیکروز                   | ۸٬۹۷۲     |
| سوم     | منوچهر کلیمی نیکروز                   | ۸٬۹۷۲     |
| چهارم   | کورس کیوانی                           | ۴٬۶۸۱     |
| پنجم    | منوچهر الیاسی                         | ۵٬۵۹۰     |
| ششم     | موریس معتمد                           | ۴٬۸۲۵     |
| هفتم    | موریس معتمد                           | ۳٬۶۵۷     |
| هشتم    | سیامک مره صدق                         | ۲٬۳۷۴     |
| نهم     | سیامک مره صدق                         | ۲٬۹۳۴     |
| دهم     | سیامک مره صدق                         | ۲٬۴۴۹     |
| یازدهم  | همایون سامه‌یح نجف‌آبادی                | ۱٬۲۶۱     |
| دوازدهم | همایون سامه‌یح نجف‌آبادی                | ۱٬۴۰۶     |

## پی‌نوشت و منبع
1. ↑  https://fa.wikisource.org/wiki/مجموعه_مصوبات_ادوار_اول_و_دوم_قانونگذاری_مجلس_شورای_ملی/نظامنامه_انتخابات_دودرجه#cite_note-1
2. ↑  «نسخه آرشیو شده». بایگانی‌شده از اصلی در ۶ نوامبر ۲۰۱۹. دریافت‌شده در ۲۱ فوریه ۲۰۲۰.
3. ↑  «خسرو ناقی». بایگانی‌شده از اصلی در ۲۳ ژانویه ۲۰۱۶.
4. ↑  «منوچهر کلیمی نیکروز». بایگانی‌شده از اصلی در ۱۹ سپتامبر ۲۰۱۶.
5. ↑  «کوروس کیوانی». بایگانی‌شده از اصلی در ۴ مارس ۲۰۱۶.
6. ↑  «منوچهر الیاسی». بایگانی‌شده از اصلی در ۴ مارس ۲۰۱۶.
7. ↑  «موریس معتمد». بایگانی‌شده از اصلی در ۶ ژانویه ۲۰۱۶.
8. ↑  «سیامک  مره صدق». بایگانی‌شده از اصلی در ۱۱ اوت ۲۰۱۵.

- «جدول حوزه‌های انتخابیه در انتخابات نهمین دورهٔ مجلس شورای اسلامی» (PDF). مرکز پژوهش و سنجش افکار صدا و سیما. بایگانی‌شده از اصلی (PDF) در ۵ اكتبر ۲۰۱۸. دریافت‌شده در ۱۵ آوریل ۲۰۱۶. تاریخ وارد شده در |archive-date= را بررسی کنید (کمک)